# گریت گلن

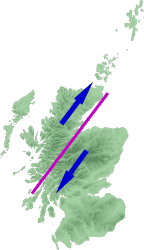
مسیر گریت گلن در شمال اسکاتلند

گریت گلن (به انگلیسی: Great Glen به‌معنای «درهٔ بزرگ») که به آن گلن مور (به انگلیسی: Glen More) نیز گفته می‌شود، درهٔ بزرگ و طولانی‌ای در شمال اسکاتلند است که از ساحل غربی هایلند در نزدیکی فورت ویلیام شروع شده و تا ساحل شرقی آن در نزدیکی اینورنس ادامه دارد. این دره در اثر گسلی در سطح زمین به وجود آمده است و ۹۷ کیلومتر طول دارد. اسکاتلند در نتیجه این شکاف طبیعی عملاً به دو بخش تقسیم شده است.
همچنین دریاچهٔ مشهور لوخ نس و دیگر دریاچه‌های یخچالی لوخ اویخ و لوخ لوخی در امتداد این خط گسلی قرار دارند و کانال کالدونیایی این دره را قطع می‌کند.